# بروس برخيل
بروس برخيل (بالإنجليزية: Bruce Parkhill)‏ هو مدرب كرة سلة ومنافس ألعاب قوى ولاعب كرة قدم أمريكي، ولد في 16 يونيو 1949 في فيلادلفيا في الولايات المتحدة. لعب مع Lock Haven Bald Eagles men's basketball ‏.

## وصلات خارجية
- بروس برخيل على موقع كلية كرة السلة في سبورتس رفرنس.كوم (الإنجليزية)